# Estívariz (apellido)
Estívariz o Estíbariz o Estíbaliz o Estívaliz es un apellido patronímico de origen alavés procedente del latín "aestivalis" (veraniego/a).
En España, es un apellido poco común y poco distribuido, estando localizado principalmente en la provincia Álava (0,037%), y sus provincias limítrofes; según el INE, a fecha 01/01/2021 en España llevan el apellido de Estívariz: 209 como primer apellido y 152 como segundo apellido; el apellido de Estíbariz: 44 personas como primer apellido y 27 como segundo; el apellido Estíbaliz: 8 como primer apellido y 24 como segundo apellido; el apellido Estívaliz: 8 como primer apellido y 16 como segundo apellido .